# Friedrich Teuscher
Christian Friedrich Gottfried Teuscher (Delitzsch, 1791 – Mellingen, 26 marzo 1865) è stato un librettista e scrittore tedesco.

## Biografia
Dal 1813 lavorò come insegnante privato con Jacob Friedrich von Fritsch a Weimar e il suo libretto era basato sull'opera Das Liebhaberkonzert di Franz Carl Adelbert Eberwein (1786-1868). L'opera fu presentata per la prima volta il 24 febbraio 1815 a Weimar.
Dal 1816 al 1824 fu diacono a Blankenhain, Rottdorf e Schwarza.
Successivamente fu nominato parroco, pastore, diocesano e sovrintendente.
Quando morì nel 1865, fu anche consigliere di chiesa e consiglio di chiesa segreta.

## Opere
- 1819: Saladdin - Romantisches Gedicht in vier Gesängen; Preisgedicht aus der Urania 1819 / von Friedrich Teuscher. - Leipzig : Brockhaus, 1819[2]
- 1826: Zusammenstellung der kirchlichen Gesetze in dem Großherzogthum Sachsen-Weimar.[3]
- 1828: Die Geschichte der Stadtschule zu Buttstädt, vom sechzehnten Jahrhunderte an bis auf die neuesten Zeiten: Nebst Beilagen und Anmerkungen, die Geschichte der hiesigen Stadt betreffend; bei Gelegenheit der Einweihung des neuen Schulgebäudes am 25. August 1828
- 1846: nach Matthias Hoë von Hoënegg: Evangelisches Handbüchlein wider das Papstthum.
- 1848: Handbuch des evangelischen Kirchenrechts im Großherzogthume Sachsen-Weimar-Eisenach mit steter Berücksichtigung der gesetzlichen Vorschriften über das evangelische Volksschulwesen für Kircheninspektoren, Superintendenten, Pfarrer und Schullehrer.[4]
- Miscellen. (Beschönigender Euphemismus. [„Beschleunigungsessenz“] […]).[5]